# Kulazjka
Kulazjka (ryska: Кулажка) är ett vattendrag i Belarus.   Det ligger i voblasten Vitsebsks voblast, i den norra delen av landet, 160 km norr om huvudstaden Minsk.
Trakten runt Kulazjka består till största delen av jordbruksmark. Runt Kulazjka är det glesbefolkat, med 20 invånare per kvadratkilometer.